# Mark Vogelsberger
Mark Vogelsberger (* 10. Dezember 1978 in Bad Kreuznach) ist ein deutscher Physiker,  Mathematiker,  Informatiker, Autor und Berater. Er ist Professor am Massachusetts Institute of Technology in den USA. Am bekanntesten ist er für seine Arbeiten in der Astrophysik und IT-Sicherheit. Er ist auch Berater für Anwendungen künstlicher Intelligenz in der Industrie, Wirtschaft und Medizin, Autor zahlreicher Publikationen zur IT-Sicherheit und Gründer des InSecurity Bulletins.

## Leben
Vogelsberger wuchs in Hackenheim auf und absolvierte sein Abitur 1998 am Gymnasium an der Stadtmauer in Bad Kreuznach. Er studierte ab 2000 Informatik, Mathematik und Physik an der Universität Mainz und der Universität Karlsruhe. Er schrieb seine Diplomarbeit in der Arbeitsgruppe von Kurt Binder und Rolf Schilling im Bereich theoretische Festkörperphysik und Spin-Quantensysteme. Anschließend wechselte er an das Max-Planck-Institut für Astrophysik und die Ludwig-Maximilians-Universität München, wo er zusammen mit Simon White bis 2010 an seiner Doktorarbeit zum Thema der internen Struktur von Halos dunkler Materie arbeitete. Als Post-Doktorand war er am Harvard-Smithsonian Center for Astrophysics der Harvard University, um dort mit Lars Hernquist und Avi Loeb auf dem Gebiet der Galaxienentstehung mit einem neuartigen Simulationsverfahren zu arbeiten. Anschließend war er Hubble Fellow des Space Telescope Science Institute an der Johns Hopkins University und der NASA.
Ende 2013 wurde er Assistant Professor für Physik am Massachusetts Institute of Technology (MIT) und arbeitet dort im Bereich computergestützter Astrophysik. Er gehört dort auch dem MIT Kavli Institute for Astrophysics and Space Research an. 2018 wurde er zum Associate Professor am MIT befördert, 2020 erhielt er Tenure am MIT.
Vogelsbergers Arbeit befasst sich hauptsächlich mit der Simulation der Strukturbildung und Entstehung von Galaxien im Universum. Zusammen mit Volker Springel und anderen Wissenschaftlern erstellte er im Jahr 2014 eine Galaxiensimulation unseres Universums im Illustris-Projekt. Das Folgeprojekt IllustrisTNG basierte auf dem Erfolg der ursprünglichen Illustris-Simulation.
Vogelsberger entwickelte Verfahren, um die feinskalige Struktur dunkler Materie numerisch zu untersuchen. Ein weiterer Schwerpunkt seiner Arbeit ist die Untersuchung neuer Arten dunkler Materie, vorwiegend sogenannter stark wechselwirkender dunkler Materie. Auch hat er Verfahren zur Modellierung von Fuzzy Dark Matter entwickelt und die ersten genauen Simulationen hierzu durchgeführt.
Die meisten Arbeiten von Vogelsberger machen Gebrauch von internationalen Supercomputern, die zu den leistungsfähigsten Computern der Welt gehören. Das Illustris-Projekt wurde beispielsweise teilweise auf dem deutschen SuperMUC gerechnet. Die IllustrisTNG-Simulationen wurden am Höchstleistungsrechenzentrum Stuttgart auf dem Hazel-Hen-Supercomputer gerechnet.

## Weitere Tätigkeiten
Neben seiner Tätigkeit als Professor ist Vogelsberger Gründer des Insecurity Bulletins. Das Bulletin ist einer der ältesten Informationsdienste zur Cybersicherheit in Deutschland. Er ist auch Autor zahlreicher Arbeiten zu Themen der IT-Sicherheit. Unter anderem hat er die erste detaillierte Analyse moderner Multiplattform-Computerviren publiziert.
Vogelsberger ist Entwickler des ersten kommerziell erfolgreichen Sicherheitsmoduls (Secumod), das ursprünglich für die SuSE AG entwickelt wurde. Secumod war ein weit verbreitetes Kernelmodul, das Server und Clients direkt auf Betriebssystem-Ebene schützte. Das Modul ist der Vorläufer aller heute im Einsatz befindlicher Kernelschutz-Mechanismen moderner IT-Systeme. Es basiert auf einer Idee, die Vogelsberger in einer Publikation der deutschen IT-Sicherheitsgruppe The Hacker's Choice präsentierte. Die darin vorgestellten Techniken wurden auch für zahlreiche Einbrüche in internationale Computersysteme missbraucht. So erregte beispielsweise eine Attacke auf das PRACE Supercomputer Netzwerk der Europäischen Union Mitte 2020 größeres Aufsehen. Hierbei kam das Kernel-Rootkit Diamorphine zum Einsatz, welches auf den von Vogelsberger entwickelten Angriffsvektoren beruht. Es wurde gemutmaßt, dass es bei dem Angriff um Datendiebstahl im Zusammenhang mit der Entwicklung eines COVID Impfstoffes oder aber um das Mining von Bitcoins zur Erzeugung großer Geldmengen ging.
Vogelsberger hat für IBM Research in Irland im Bereich Stream-Processing, Data Science und Machine Learning für skalierbare Smart City Lösungen für den Energiesektor (Stromnetze) und Transportsektor (KI-basierte Flugsicherung / autonome Drohnen) und neuartige Exascale-Alternativen für schwach skalierbare Kubernetes gearbeitet. Anschließend war er Senior Manager in einem größeren deutschen IT-Software Unternehmen im Bereich Big Data und Cloud Computing.
Vogelsberger ist Referent und Berater für Anwendungen künstlicher Intelligenz in der Industrie (Autonomes Fahren, IoT), der Finanzwirtschaft (Hedgefonds, Investmentbanking, Private Equity, Fintech, Blockchain), Dezentralisierte Finanzmärkte und der Medizin (Radiologie, Onkologie) tätig. Seit 2021 ist er Mitglied des Stiftungsbeirates der internationalen AIQT Foundation in Davos (Schweiz), die sich mit Themen im Bereich Artificial Intelligence, Quantum Computing und Quantum Artificial Intelligence beschäftigt.

## Auszeichnungen
- 2021: Web of Science – Highly Cited Researcher (weltweit 6000 einflussreichste Wissenschaftler in allen Fachgebieten)[19][20]
- 2021: Internationaler Buchalter Kosmologie Preis für eine bahnbrechende Arbeit zu Bose-Einstein-Kondensat dunkle Materie[21]
- 2020: Web of Science – Highly Cited Researcher (weltweit 6000 einflussreichste Wissenschaftler in allen Fachgebieten)[22]
- 2019: Web of Science – Highly Cited Researcher (weltweit 6000 einflussreichste Wissenschaftler in allen Fachgebieten)[23]
- 2018: MIT Research Support Committee Award – The Charles E. Reed Faculty Initiatives Fund
- 2018: Briefmarke der Deutschen Post AG zu Ehren des Illustris-Projekts (erste Simulation, die mit einer Briefmarke geehrt wurde)[24]
- 2016: Alfred P. Sloan Foundation Research Fellow[25]
- 2015: MIT Research Support Committee Award – The Charles E. Reed Faculty Initiatives Fund
- 2014: Illustris-Projekt in Top Physics News of 2014[26]
- 2012: Hubble Fellow des Space Telescope Science Institute der NASA[27]
- 2009: ITC Fellow des Harvard-Smithsonian Center for Astrophysics an der Harvard University
- 2008: Rudolf-Kippenhahn-Preis des Max-Planck-Institut für Astrophysik